# Chuck Norris und der Kommunismus
Chuck Norris und der Kommunismus ist ein Dokumentarfilm der in London lebenden, rumänischen Regisseurin Ilinca Calugareanu. Er behandelt ein Randkapitel der Geschichte Rumäniens unmittelbar vor der Rumänischen Revolution: Durch Schmuggel von VHS-Videokassetten und deren Synchronisation wurden dem rumänischen Volk westliche Filme zugänglich gemacht.

## Inhalt

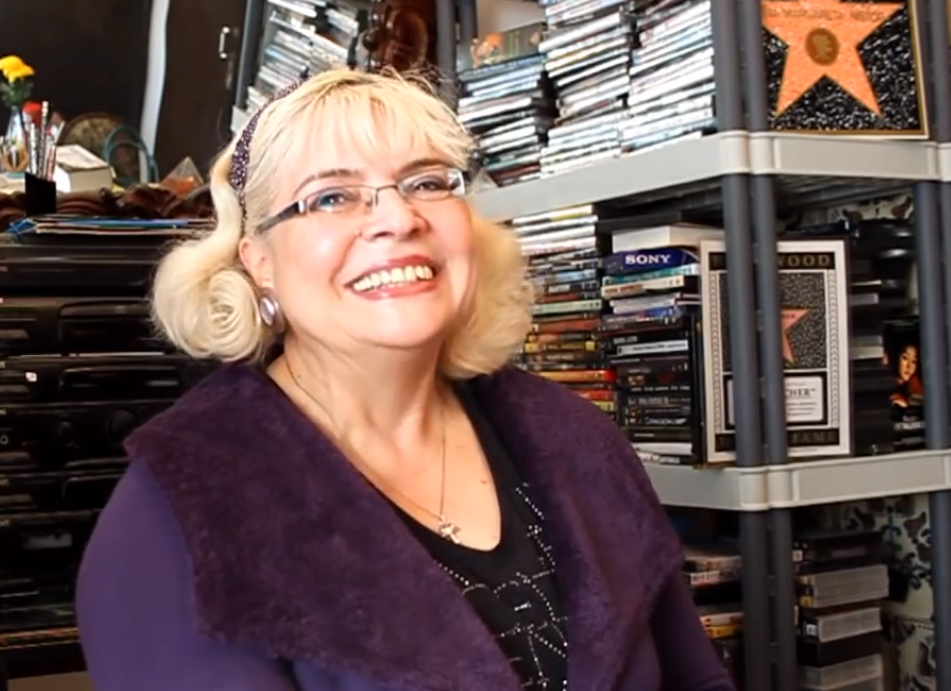
Irina Nistor

Rumänien, Mitte der 1980er-Jahre: Rumänien praktizierte ein realsozialistisches System mit Nicolae Ceaușescu als Staatspräsident. Die rumänische Regierung versuchte, das Volk so weit wie möglich vom Westen abzuschotten, was sich auch auf die staatlich gelenkten Medien erstreckte. US-amerikanische Spielfilme stellten für die Menschen eine Möglichkeit dar, am Leben außerhalb ihres Landes zu partizipieren, waren ihnen aber bedingt durch eine staatliche Medienzensur nicht zugänglich.
Irina Nistor arbeitete damals als Übersetzerin für das staatliche Fernsehen TVR. Eines Tages wurde sie von einem Kollegen angesprochen, der ihr eine lukrative, aber illegale Nebentätigkeit anbot: Ein Geschäftsmann namens Teodor Zamfir suchte eine Sprecherin, um US-amerikanische Spielfilme für den rumänischen Markt zu synchronisieren. Zamfir schmuggelte VHS-Kassetten mit US-Filmen über die ungarisch-rumänische Grenze, ließ sie im Overdubbing-Verfahren synchronisieren, vervielfältigte die Kassetten und verkaufte die Kopien auf dem Schwarzmarkt. Für die Synchronisation hatte er im Keller seines Hauses mit einfachsten Mitteln ein Tonstudio eingerichtet, in dem Irina Nistor sämtliche Rollen in Echtzeit, also ohne Vorbereitung, einsprach, auch die männlichen. Bis 1989 synchronisierte sie so nach eigener Erinnerung über 3000 Filme. Eine eigene Note brachte sie in ihre Arbeit ein, indem sie anzügliche Dialoge und harte Flüche selbständig abmilderte. Zamfirs Geschäft war erfolgreich; nach und nach erweiterte er seinen Gerätepark und bediente am Ende 300 Videorekorder für die Vervielfältigung. Den allgegenwärtigen Geheimdienst Securitate hielt er sich dabei durch Bestechung vom Leib. Mit dem Fall des Ceaușescu-Regimes 1989 waren westliche Medien frei zugänglich, und Zamfirs Geschäft brach schnell zusammen.
Der Film zeigt nebst der aus dem Off kommentierten Handlung Interviews mit Zeitzeugen, in der Regel Käufer der Videokassetten, die vom alltäglichen Umgang mit der Zensur, von ihren Träumen und von der Wirkung der Filme und von Nistors Arbeit auf sie berichten. Unter den Zeitzeugen befinden sich der Regisseur Adrian Sitaru und der Schauspieler Constantin Fugasin.

## Entstehungsgeschichte
Chuck Norris und der Kommunismus ist das Regiedebüt von Ilinca Calugareanu. Sie konzeptionierte die Dokumentation zunächst als reine Ansammlung von Gesprächen mit Zeitzeugen, entschied sich aber nachträglich, Spielszenen einzubauen, in denen Nistor und Zamfir von Schauspielern verkörpert werden. Die Finanzierung des Films zog sich über zweieinhalb Jahre hin. 2013 versuchte Co-Produzentin Mara Adina, die Schwester von Regisseurin Calugareanu, auf der Crowdfunding-Plattform Indiegogo 25.000 US-Dollar für die Finanzierung des Films einzunehmen, erzielte jedoch nur einen Betrag von gut 5500 Dollar. Die Finanzierung erfolgte letztendlich durch die britische Non-Profit-Plattform OpenVizor, HBO Europe  und den WDR.
2015 lief Chuck Norris und der Kommunismus beim Sundance Film Festival, beim Seattle International Film Festival und beim Edinburgh International Film Festival.

## Rezeption
Michael Meyns kritisiert im Onlinemagazin Filmstarts, dass Regisseurin Calugareanu in Bezug auf den angedeuteten Zusammenhang zwischen Videoraubkopien und dem Sturz der rumänischen Regierung 1989 einer unhaltbaren These nachgehe. Weiterhin kritisiert er unglaubwürdige Zeugen und die große Menge nachgestellter Szenen. Scott Foundas bezeichnete den Film im Magazin Variety als „erweiterte Liebeserklärung an Irina Nistor“ und als ein „flott unterhaltendes Bonbon“. John DeFore konstatierte im Fachblatt The Hollywood Reporter, der Film sei handwerklich gut gemacht und sei zwar durch den Fokus auf Rumänien in seiner Öffentlichkeitswirkung eigentlich limitiert, habe aber eine allgemein verständliche Story, die gut erzählt werde, und würde deshalb durchaus Chancen am Markt haben. Barbara Schweizerhof befand in der epd Film, Chuck Norris und der Kommunismus sei spannend und „wunderbar anschaulich“, kritisiert aber, dass die Rolle und das Umfeld Zamfirs unzureichend beleuchtet würden.